# Crevenicu
Crevenicu is een Roemeense gemeente in het district Teleorman.
Crevenicu telt 1642 inwoners.